# Bildtsk
 Der er for få eller ingen kildehenvisninger i denne artikel, hvilket er et problem. Du kan hjælpe ved at angive troværdige kilder til de påstande, som fremføres i artiklen.

Bildtsk er en nederlandsk dialekt. Den falder under den hollandske dialekt, og er officielt anerkendt i kommunen og området Het Bildt i provinsen Friesland. Dialekten opstod omkring 1505 da området blev tørlagt og drænet af den hollandske adel fra grevskabet Holland. For at udføre dette arbejde flyttede arbejdere fra Werkendam og omegn til Friesland, og deres dialekt blandede sig med Het Bildts egen dialekt. Dialekten kaldes af og til et kreolsprog.
Bildtsk bruges i Sint Annaparochie (bildtsk: Sint-Anne),  Sint Jacobiparochie (Sint-Jabik), Vrouwenparochie (Froubuurt), Oudebildtzijl (Ouwe-Syl), Westhoek (De Westhoek) og Nij Altoenae. Bare i Minnertsga, en landsby der befinder sig udenfor polderområdet og blev underlagt kommunen i 1984, bruges vestfrisisk og ikke bildtsk.